# Tiểu thuyết mới
Tiểu thuyết mới (tiếng Pháp: Nouveau roman) là một phong trào văn học vào khoảng 1950 tới 1970 ở Pháp của một nhóm các tác giả chu yếu thuộc nhà xuất bản Minuit. Thuật ngữ này được đưa ra lần đầu tiên với ý nghĩa tiêu cực bởi nhà phê bình Émile Henriot trong một bài trên báo Le Monde ngày 22 tháng 5 năm 1957 để phê bình tiểu thuyết Jalousie của Alain Robbe-Grillet.
Ngược lại với cái tên của nó, đây không hẳn là một trường phái văn học tiên phong. Các tiểu thuyết gia tìm các đổi mới trong từng cuốn tiểu thuyết, mỗi cuốn sách là một thể nghiệm cách viết mới. Phong cách của họ rất đa dạng, đặt lại những câu hỏi về nền tảng của tiểu thuyết, xây dựng những tiểu thuyết với và gây ra các tranh luận "phê bình mới", chống lại cách phê bình truyền thống trên các báo chí và tạp chí văn học.
Không thỏa ước với tiểu quyết truyền thống của thế kỷ 18 và cả các tác giả như Honoré de Balzac, Émile Zola, tiểu thuyết mới mong muốn một ý thức nghệ thuật của riêng mình. Đặt câu hỏi về vị trí người kể: họ đứng ở đâu trong câu chuyện, tại sao họ kể lại, tại sao họ viết ra.
Vào cuối thập niên 1970, trào lưu này xem như kết thúc.

## Một số tác giả
- Samuel Beckett
- Gérard Bessette
- Michel Butor
- Jean Cayrol
- Marguerite Duras
- Tony Duvert
- Claude Ollier
- Robert Pinget
- Jean Ricardou
- Alain Robbe-Grillet
- Nathalie Sarraute
- Claude Simon
- Kateb Yacine